# Cylindrepomus atropos
Cylindrepomus atropos là một loài bọ cánh cứng trong họ Cerambycidae.